# Оматі (Наґано)

36°30′10″ пн. ш. 137°51′03″ сх. д. / 36.50278° пн. ш. 137.85083° сх. д.
О́маті (яп. 大町市, おおまちし, МФА: [oːmat͡ɕi ɕi̥]) — місто в Японії, в префектурі Наґано.

## Короткі відомості
Розташоване в північно-західній частині префектури, у східного підніжжя гір Хіда. Виникло на основі середньовічного купецького поселення. В ранньому новому часі було постоялим містечком на Соляному шляху. Отримало статус міста 1954 року. Основою економіки є сільське господарство, харчова промисловість, туризм. В місті розташовані альпіністські бази, озера Нісіна. Станом на 1 квітня 2009 площа міста становила 564,99 км². Станом на 1 липня 2011 населення міста становило 29 612 осіб.